# Europa Universalis 3
Europa Universalis 3 est un jeu vidéo de grande stratégie en 3D, où les joueurs prennent le contrôle d'une nation et la guident de 1453 à 1789. Il fut ultérieurement réédité par Virtual Programming pour Mac OS X
Les créateurs du jeu, inspirés du jeu de plateau du même nom, ont souhaité simuler avec le plus grand réalisme cette période charnière de l'Histoire de l'humanité. Les principaux événements, chefs militaires, explorateurs et monarques apparaissent durant le jeu. La série Europa Universalis est reconnue pour simuler le contexte international politique, économique et religieux de l'ère moderne.
Paru en Amérique du Nord le 23 janvier 2007, en Europe le 26 janvier et en France le 2 février suivant, le jeu est édité par Paradox Interactive. Le jeu a connu une suite en 2013, Europa Universalis 4.

## Principe du jeu
Le joueur est libre de choisir le destin d'un peuple (tribus, royaume, empire, pays…) sur une période couvrant les années 1453 à 1789 dans le jeu original. L'extension Napoleon's Ambition allonge cette durée jusqu'en 1820, enfin l'extension In Nomine permet de débuter en 1399. 
La sélection d'un pays s'effectue sur un planisphère, globalement représentant l'Europe, l'Asie, l'Afrique, l'Amérique et l'Océanie à leur situation durant la période choisie, puisque le joueur est libre de choisir l'année, mais aussi le mois et le jour où la partie débutera.
La liste des pays jouables est disponible en anglais sur le forum officiel de Paradox.

## Caractéristiques
- Le joueur peut instaurer le régime politique, économique de son choix et instaurer ses propres politiques économiques. Il n'est toutefois pas libre de les instaurer selon son bon plaisir, il doit tout d'abord en rechercher les doctrines qui conféreront des améliorations, ce qui est assez long dans le cas des régimes démocratiques par exemple.
- Le joueur peut choisir parmi une palette d'« idéaux nationaux » certains traits qu'il insufflera à sa nation.
- Certains grands personnages de l'ère moderne, tels Isaac Newton, Wolfgang Amadeus Mozart ou René Descartes sont représentés et disponible à être recrutés par le joueur.
- Une carte topographique de plus de 1700 provinces et zones maritimes représente le monde tel que connu et exploré à l'époque moderne par les Européens.
- De l'Écosse à Bali, en passant par la Catalogne et les Hurons, plus de 250 nations sont à la disposition du joueur ou seront directement en confrontation avec lui.
- 4000 monarques et plus de 1000 autres grands personnages feront leur apparition durant le jeu.
- Plus de 100 différentes unités militaires sont présentes dans le jeu.
- Un mode coopératif est présent en jeu afin que deux joueurs puissent contrôler simultanément la même nation en jeu.

## Modification et personnalisation
Le moteur de jeu Clausewitz introduit par Europa Universalis 3 rend possible et facile la modification des fichiers du jeu. En effet, comme les itérations précédentes, les fondements structurels du jeu reposent sur de multiples fichiers textes (.txt) et graphiques (.tga). Les joueurs peuvent ainsi modifier le contexte ou certains détails de leur sauvegarde.
Plusieurs modifications (mods) créés par la communauté de joueurs sont ainsi disponibles au téléchargement sur le site de Paradox Interactive. L'un d'entre eux, Magna Mundi, a été sélectionné pour être développé comme un jeu à part entière. Toutefois, il a été annulé par Paradox en juin 2012, pour cause de "manque de progrès".

## Différences avec ses prédécesseurs
Contrairement aux itérations précédentes (Europa Universalis 2), les joueurs ne sont pas contraints de débuter à une date présélectionnée. En effet, le joueur peut choisir n'importe quelle journée entre 1453 et 1789. Les concepteurs tendent aussi vers un déroulement moins linéaire quant au développement des nations. Les événements déclenchés selon des dates précises sont mis de côté pour faire place à des événements plus circonstanciels, résultats des actions mêmes du joueur (c'est aussi le cas, par exemple, pour la mort des monarques qui se déclenchent aléatoirement en fonction de son âge plutôt qu'à une date prédéfinie, selon la date de sa véritable mort historique). Les graphismes ont aussi été revus et, avec ce troisième opus, la tridimensionnalité (3D) est de mise.

## Extensions
- Le 23 mai 2007, Paradox annonçait le développement d'une première extension au troisième opus de la série. Sortie le 23 août 2007, l'extension intitulée Napoleon's Ambition, améliore l'interface de jeu et rajoute de nombreuses options historiques au jeu original en plus de repousser la limite temporelle ultérieure à 1820[13]. Napoleon's Ambition n'est pas disponible sur support physique.
- Le 5 mars 2008, une seconde extension fut annoncée par l'éditeur : In Nomine. Le 28 mai suivant, les joueurs s'étant procuré le nouveau produit purent jouir d'une nouvelle révision de l'interface, la complexification de la simulation des rébellions, un nouveau système colonial ainsi que l'élargissement de la fenêtre temporelle en reculant la limite antérieure à l'an 1399. Originellement, cette nouvelle extension n'était disponible que par téléchargement payant en ligne comme Napoleon's Ambition. Cependant, plus tard durant le courant de l'année 2008, Paradox Interactive rendit disponible une version matérielle et virtuelle destinée aux tablettes, Europa Universalis 3: Complete regroupant les deux premières extensions.
- Le 19 août 2009, les responsables marketing de la compagnie d'édition annoncèrent Heir to the Throne. Sorti pour le 15 décembre 2009, l'extension améliore de nouveau l'expérience Europa Universalis 3: Complete notamment grâce à une refonte des systèmes dynastiques et de la gestion des casus belli. Une liste (de langue anglaise) des nouvelles caractéristiques introduites par la nouvelle extension est disponible ici pour visionnement.
- Le 9 septembre 2010, une quatrième extension nommée Divine Wind fut annoncée pour le quatrième trimestre de 2010. Cette extension se concentrera principalement sur de nations non-européennes, la Chine et le Japon notamment. Le jeu Divine Wind est basé également sur une refonte du système des alliances.
- Le 11 mars 2011, Paradox Interactive rend disponible une version matérielle et virtuelle de Europa Universalis 3: Chronicles[14] qui regroupe les quatre extensions du jeu.

## Accueil
| Europa Universalis 3 |      |       |
| Média                | Pays | Notes |
| GameSpot             | US   | 87 %  |
| Jeuxvideo.com        | FR   | 16/20 |
| Joystick             | FR   | 8/10  |